# Officine Egidio Brugola
Le Officine Egidio Brugola (OEB) sono un'azienda italiana, fondata nel 1926 a Lissone da Egidio Brugola. Produce all'inizio bulloneria per poi specializzarsi in viti speciali ("viti critiche") per i motori delle auto. In questo settore è leader mondiale.

## Storia

### Gli inizi
Egidio Brugola (1901-1959), famiglia piccolo borghese, autodidatta dotato di capacità inventiva e progettuale, a 25 anni fonda l'azienda dopo avere lavorato in una fabbrichetta meccanica. Produce all'inizio rondelle e poco dopo viti ad esagono incassato, le "viti brugola", già esistenti negli Stati Uniti ma importate in Italia. Lui comincia a produrle in serie, riuscendo a fare identificare il nome del prodotto con quello del fabbricante al punto da essere citato anche nei dizionari di lingua italiana. Nel 1945 riesce anche a brevettare una forma di brugola con un gambo a torciglione, in grado di assicurare una particolare elasticità e quindi garantire in campo motoristico alte prestazioni in fatto di tenuta e serraggio.

### Seconda generazione
Scompare nel 1959 a soli 58 anni. E poiché il figlio Giannantonio ha solo 16 anni, è la moglie Emmy Spezia a doversi occupare per un certo periodo dell'azienda. Poi nel 1964, ad appena 22 anni, è Giannantonio Brugola (1942-2015) a prendere in mano le redini dell'azienda. Ha una grande passione per il disegno, ama definirsi non "un tecnico" ma un "umanista prestato al mondo dell'industria", parla cinque lingue, legge moltissimo ed è anche lui dotato di inventiva. Nel 1980 fa dell'azienda Officine Egidio Brugola il primo produttore in Europa di "viti brugola" e comincia anche a diversificare realizzando viti speciali, le Fasteners, utilizzabili in un primo tempo nel settore delle macchine utensili e poco dopo nel campo dell'industria automobilistica.
Giannantonio introduce in azienda tre punti fermi: "Essere diversi in un mondo di simili", "Difetto zero", "Qualità totale". Riesce così, tra il 1986 e il 1987, a stringere accordi commerciali con la Volkswagen che riguardano la fornitura di viti per motori automobilistici. E riconvertendo l'azienda nella produzione di viti sempre più super-tecnologiche, nel 1994 si specializza in prodotti destinati solo al settore auto, finendo per essere fornitore unico delle viti di fissaggio della testata cilindrica per tutto il gruppo Volkswagen. Sempre quell'anno inventa anche una vite speciale con una testa a forma poliedrica, la Polydrive, in grado di rivoluzionare il sistema di fissaggio permettendo un maggior serraggio con uno sforzo minore. Si tratta di un'invenzione che segna "una seconda tappa fondamentale nell'apporto della famiglia Brugola allo sviluppo della bulloneria mondiale" ma il brevetto a livello europeo sarà riconosciuto solo nel 2003 al termine di una controversia con due aziende tedesche.
Nel 1996 anche la Ford fa ricorso alle viti speciali dell'azienda che abbandona la produzione delle brugole e si specializza ancora di più dedicandosi al montaggio dei componenti vitali del motore e quindi realizzando le "viti critiche", quelle che fissano la testata al motore, soggetta a fortissime sollecitazioni. In ogni motore 7 tipi di viti su 70 rappresentano le parti più critiche. Diventano clienti anche Renault, General Motors, Opel, Mercedes, Bmw. Nel 2006 apre un Polo logistico di proprietà a Detroit: l'azienda arriva a produrre quasi 7 milioni di viti al giorno in 800 modelli diversi venduti a 42 aziende di motori sparse nei 5 continenti, ma entra in difficoltà nel 2009 con l'arrivo della crisi economica mondiale. Inizia un periodo difficile, i ricavi calano a una sessantina di milioni di euro, entra nel capitale con una quota del 15% il Fondo Italiano d'Investimento (partecipato dal Ministero dell'Economia e da alcuni importanti istituti di credito) per consolidare il progetto americano che alla fine del 2014 ha portato ad aprire con una trentina di dipendenti uno stabilimento nei pressi di Detroit, a Plymouth, in modo da essere vicini alla Ford riducendo i tempi di consegna e i costi.

### Terza generazione
Giannantonio scompare nel febbraio 2015, a 73 anni, pochi giorni dopo che il figlio Egidio "Jody" (1979), terza generazione della famiglia Brugola alla guida dell'azienda, gli ha portato la prima vite uscita dalla fabbrica di Detroit.
Nel maggio 2018 Jody Brugola riacquista per 11,2 milioni il 15,2% in mano al Fondo italiano di Investimento dal 2014, riportando così al 76% la partecipazione della famiglia nell'azienda. Sempre nel 2018 l'azienda fornisce viti, dopo Bmw e Mercedes, anche alla coreana Hyundai: l'export tocca il 100% della produzione.
Oggi l'azienda produce, oltre alle viti critiche per i motori delle principali case automobilistiche,anche componenti speciali, quindi non solo viti, sia per l'automotive che per altri settori.

## Riconoscimenti
- La città di Lissone ha dedicato a Egidio Brugola un monumento per celebrare una industria che l'ha resa celebre nel mondo.
- Nel 2008  Giannantonio Brugola è stato nominato Cavaliere del Lavoro.
- Nel 2018 Jody Brugola è stato nominato Commendatore al merito della Repubblica italiana.[12]